# CA Fénix
Centro Atlético Fénix, kurz CA Fénix (Spitznamen: Albivioletas, Los de Capurro, el Ave) ist ein uruguayischer Fußballverein.
Der Verein ist im montevideanischen Stadtviertel Capurro beheimatet. Die Vereinsfarben sind Violett und Weiß. Die Heimspiele trägt der Klub im Estadio Parque Capurro aus, einem Stadion mit knapp 10.000 Plätzen.

## Geschichte
1909 wurde mit Guaraní der erste Fußballverein im Viertel gegründet – dieser wurde aber bereits 1913 wieder aufgelöst. Am 7. Juli 1916 wurde erneut ein Fußballverein in Capurro ins Leben gerufen. Im übertragenen Sinne erhob sich dieser Sport in Capurro aus der Asche und so wurde der neue Verein in Anlehnung an den mythischen Vogel Centro Atlético Fénix benannt. 1917 startete die Fußballmannschaft des Vereins erstmals im Ligabetrieb. Im Folgejahr stieg Fénix ungeschlagen in die vierthöchste Liga, die Intermedia, auf, wo der Verein bis 1922 verweilte. In jenem Jahr gelang die Vizemeisterschaft und begünstigt durch die zu dieser Zeit im uruguayischen Fußball stattgefundenen Spaltung der Verbandsstrukturen gelang der unmittelbare Aufstieg in die Primera División der AUF.
Der Verein gewann insgesamt siebenmal – 1956, 1959, 1973, 1977, 1985, 2007 und  2009 – die Meisterschaft in der zweithöchsten Spielklasse Uruguays, der Segunda División. Damit ist Fénix in dieser Hinsicht gemeinsam mit dem Stadtrivalen Sud América, der sich den Titel ebenfalls siebenmal sicherte, Rekordhalter. Darüber hinaus nahm der Fénix 2003 und 2004 an der südamerikanischen Vereinsmeisterschaft, der Copa Libertadores, teil, schied dort jedoch jeweils bereits in der Gruppenphase aus. Mit einem 6:1-Heimsieg gegen Mexikos CD Cruz Azul, respektive einem Heimunentschieden gegen den späteren Turniersieger Once Caldas konnte Fénix aber dennoch einige erinnernswerte Marken setzen. In jener Zeit konnte Fénix mit Germán Hornos, der 2002 durchaus beachtliche 25 Treffer erzielte, auch zum bislang einzigen Mal den uruguayischen Ligatorschützenkönig stellen.
In der Spielzeit 2012/13 belegte man am Saisonende den 7. Tabellenplatz. Da im uruguayischen Fußball für die Ermittlung der Absteiger auch die Ergebnisse vorheriger Spielzeiten herangezogen werden, vermied Fénix durch den somit belegten 13. Rang der Abstiegswertungstabelle wie schon im Vorjahr nur knapp den Gang in die Zweitklassigkeit. Nach der Apertura 2013 rangierte Fénix auf dem 13. Platz. In der Clausura 2014 wurde man Sechster. Damit belegte der Verein in der Jahresgesamttabelle der Saison 2013/14 den 7. Platz. Die Spielzeit 2014/15 beendete man auf dem 10. Rang der Jahresgesamttabelle. Zum Abschluss der Saison 2015/16 verbesserte sich die Mannschaft auf einen 6. Tabellenplatz.

## Trainerhistorie
- 1961: Ricardo de León
- 1994: Ricardo Ortíz
- mind. Mai 2001: Miguel Puppo[4]
- 2002 bis 2003: Juan Ramón Carrasco
- April 2003 bis 3. Mai 2004: Antonio Alzamendi
- Mai 2004 bis Mai 2005: Miguel Angel Piazza
- 17. Mai 2005 bis ?: Miguel Angel Puppo[5]
- 2008: Jorge Giordano[6]
- 2009: Julio César Ribas
- 2009 bis 2012: Rosario Martinez[7][8]
- Juli 2012 bis ?: Eduardo Favaro[9]

Seit der Saison 2013/14 hatte Lorenzo Carrabs dieses Amt inne. Verein und Trainer trennten sich in der letzten Oktoberwoche 2013 aus persönlichen Gründen. Nachfolger wurde Juan Tejera. Tejera verlängerte seinen ausgelaufenen Vertrag nach der Spielzeit 2013/14 nicht. In der Saison 2014/15 betreute Gustavo Bueno mit dem Trainerteam bestehend aus Co-Trainer Jorge Barrios, Juan Antonio Tchakidjian ("Preparador físico") und Matías Buzo (stellvertretender "Preparador físico") die Mannschaft. Am 23. November 2014 endete Buenos Amtszeit, nachdem die Mannschaft zuvor fünfmal in Folge verloren hatte. Am Folgetag wurde Rosario Martínez als Nachfolger verpflichtet.

## Präsidenten
- bis 2013: Julio Daguer (†)[1]
- seit Mai 2013: Alvaro Chijane[16]

## Weitere ehemalige Spieler
| - Edgardo Adinolfi - Peregrino Anselmo - Nelson Barahona - Martín Barlocco - Javier Cámpora - José Cancela - Juan Ramón Curbelo - Fabián Estoyanoff - Henry Giménez - Andreé González | - Fernando Kanapkis - Alejandro Lago - Víctor Manuel López - William Martínez - Marcelo Méndez - Agenor Muñiz - Jorge Marcelo Rodríguez - Sebastián Taborda |